# Urbanus op Uranus
Urbanus op Uranus is het vierde album uit de Belgische stripreeks De avonturen van Urbanus en verscheen in 1984. Het verhaal werd door Willy Linthout getekend en bedacht door Urbanus zelf.

## Verhaal
Urbanus heeft van koning Boudewijn eindelijk een chocoladefabriek gekregen. Hij stelt twee werknemers in dienst: zijn ouders Eufrazie en Cesar. Als ze na een poosje beginnen te staken wegens té veel werk, besluit Urbanus zichzelf te klonen en de fabriek weer in gang te zetten. Er doet zich echter een groot probleem voor: het cacaopoeder is op. Urbanus beslist om, samen met zijn klonen, naar de planeet Uranus te reizen want daar is naar het schijnt wél cacaopoeder te vinden.

## Culturele verwijzingen & achtergronden
- Urbanus belt op zeker ogenblik naar de televisie met een vraag. Men denkt daar echter dat hij wil deelnemen aan Micro Macro en toont hem een afbeelding van wat in eerste instantie op het lichaam van een naakte vrouw lijkt, maar na het uitzoomen het gezicht van een poedel blijkt zijn.
- Urbanus bezoekt in dit album Marc Sleen om een raket van Adhemar te lenen. Nero opent de deur en Sleen zelf blijkt Madam Pheip te schilderen die naakt poseert. Petoetje, Petatje, Bolleke en De Lustige Kapoentjes vragen Urbanus om een handtekening. Als Adhemar met zijn raket neerstort door het dak bedenkt Urbanus zich. (http://www.urbanusfan.be/stripheld/plaat/pl04/04epl.gif)
- Urbanus landt met een raket op de planeet Uranus. Dit is in het echt onmogelijk, omdat Uranus geen vast oppervlak zoals de aarde of de maan heeft.
- Vanaf dit album krijgt Urbanus zijn huidige vorm , in de voorafgaande albums was Urbanus ouder en sloot meer aan bij de toenmalige podiumartiest.